# Alexander Egger (Eishockeyspieler)
Alexander Egger (* 22. Dezember 1979 in Bozen, Südtirol) ist ein ehemaliger italienischer Eishockeyspieler, der große Teile seiner Karriere beim HC Bozen verbrachte.

## Karriere
Alexander Egger begann seine Karriere beim HC Bozen, für den er bis 2005 spielte und mit dem er bereits 2000 erstmals Italienischer Meister wurde. Im Sommer 2005 unterschrieb er einen Vertrag beim Ligakonkurrenten Ritten Sport, wo er für insgesamt drei Spielzeiten stürmte. 2008 kehrte der gebürtige Bozner in die Landeshauptstadt Bozen zurück und wurde gleich in seiner Comeback-Saison erneut Meister und erstmals auch Pokalsieger. Ab 2010 war er Mannschaftskapitän der Südtiroler, mit denen er 2012 erneut den italienischen Titel errang. 2012 gewann er mit seiner Mannschaft auch die Supercoppa. In der Saison 2010/11 war er der Topscorer unter den Defensivspielern der Liga. Im selben Jahr wurde er ebenso wie in der Saison 2012/13 als bester Torvorbereiter unter den Verteidigern ausgezeichnet. 2013 wechselte er mit den Bozenern in die Österreichische Eishockey-Liga und konnte diese gleich in der Debüt-Saison als erster nicht-österreichischer Klub gewinnen.
2018 beendete er seine Spielerkarriere. Im März 2019 wurde er als Co-Trainer der Profimannschaft des HC Bozen verpflichtet.

### International
Für Italien nahm Alexander Egger im Nachwuchsbereich an der U18-Junioren-B-Europameisterschaft 1997 teil. Mit der Herren-Auswahl spielte er bei den Weltmeisterschaften der Division I 2003, 2011, 2013, 2015 und 2016 sowie den Weltmeisterschaften der Top-Division 2006, 2010, 2012 und 2014. 2013 und 2014 war er Kapitän der italienischen Auswahl. Zudem vertrat er seine Farben bei den Qualifikationsturnieren für die Olympischen Winterspiele in Sotschi 2014 und in Pyeongchang 2018.

## Erfolge und Auszeichnungen
- 2000 Italienischer Meister mit dem HC Bozen
- 2009 Italienischer Meister und Pokalsieger mit dem HC Bozen
- 2012 Italienischer Meister und Sieger der Supercoppa mit dem HC Bozen
- 2014 EBEL-Sieger mit dem HC Bozen
- 2018 EBEL-Sieger mit dem HC Bozen

### International
- 2011 Aufstieg in die Top-Division bei der Weltmeisterschaft der Division I, Gruppe A
- 2013 Aufstieg in die Top-Division bei der Weltmeisterschaft der Division I, Gruppe A
- 2016 Aufstieg in die Top-Division bei der Weltmeisterschaft der Division I, Gruppe A

## Karrierestatistik
(Legende zur Spielerstatistik: Sp oder GP = absolvierte Spiele; T oder G = erzielte Tore; V oder A = erzielte Assists; Pkt oder Pts = erzielte Scorerpunkte; SM oder PIM = erhaltene Strafminuten; +/− = Plus/Minus-Bilanz; PP = erzielte Überzahltore; SH = erzielte Unterzahltore; GW = erzielte Siegtore; 1 Play-downs/Relegation; Kursiv: Statistik nicht vollständig)